# Euphyia regnelli
Euphyia regnelli är en fjärilsart som beskrevs av Felix Bryk 1942. Euphyia regnelli ingår i släktet Euphyia och familjen mätare. Inga underarter finns listade i Catalogue of Life.